# Тайфур Сёкмен
Тайфур Сёкмен (тур. Tayfur Sökmen; 1892, Газиантеп, Османская Империя — 3 марта 1980, Стамбул, Турция) — президент Республики Хатай с 5 сентября 1938 по 23 июля 1939 года.

## Биография
Родился в Газиантепе в семье сирийских туркмен.
Окончил Военную академию в 1911 году в Кырыкхане. Служил в Османской армии во время Балканских войн и Первой мировой войны. После её окончания провинция Хатай была оккупирована французами. Тогда же Тайфур Сёкмен начал борьбу за независимость Хатая. В 1932 году был избран депутатом Национального собрания Хатая. Активно боролся за независимость Хатая в парламенте.
Республика Хатай была создана в 1937 году. Именно Тайфур Сёкмен был избран её президентом. За время своего президентства проделал важную работу по развитию данной республики.
29 июня 1939 года Хатайское собрание приняло решение о присоединении Хатая к Турции. Тайфур Сёкмен сыграл важную роль в принятии этого решения. С присоединением Хатая к Турции был избран депутатом от Антальи.
Тайфур Сёкмен был одним из основателей Демократической партии в 1943 году, став её первым генеральным секретарем. В 1950 году занимал пост государственного министра.
Умер 3 марта 1980 года в Анкаре.